# آنا اسلون
آنا اسلون (انگلیسی: Anna Sloan؛ زادهٔ ۵ فوریهٔ ۱۹۹۱) ورزشکار کرلینگ اهل بریتانیا است.